# FM Santa María de las Misiones
FM Santa María de las Misiones es una estación de radio argentina que se transmite a través de la frecuencia modulada en 89.3 MHz y por internet, desde avenida Corrientes 2434 en el centro de la ciudad de Posadas (provincia de Misiones).
La estación fue creada en junio de 1994 y su objetivo es la difusión y promoción de música nacional e internacional de estilos muy diversos, como rock y pop.
La mayor parte de los artistas promovidos en esta radio pertenecen a la escena alternativa de la música argentina. Además de un continuo stream que fluye de la música en español, la estación realiza regularmente difusiones con los asuntos que se extienden de entrevistas, de informes y de sucesos actuales. 
Fue fundada por Alberto Selva en 1994. Desde los años noventa, la radio es propiedad de Marlene Wipplinger.
Su eslogan es «Sonido puro» y su productor artístico es Juan Zelaya.

## Programación actual
La programación principal de lunes a viernes en vivo, comienza con El Despertar de las Misiones de 6:00 a 8:00 de la mañana con la conducción de Silvia Resoalbe.
A las 8:00 de la mañana y hasta las 11:00 sale El Aire de las Misiones con Marcelo Giménez, Lody Caballero y Ángel Miño, con el soporte informativo del Diario Primera Edición y la operación técnica y música del DJ Nikhy Zalazar.
A las 11:00, Ángel Miño presenta La Hora Deportiva, con información y entrevistas del deporte local, nacional e internacional.
De 12:00 a 13:00 en el regreso a casa, Lody Caballero y Ángel Miño hacen El Panorama Informativo. Un resumen de lo ocurrido durante la mañana para terminar bien informado la primera parte de la jornada.
En la tarde, de 15 a 18, De todo un poco y algo más,con la conducción y música del locutor Omar Pereyra, la producción artística y operación técnica de Juan Zelaya y el streaming de Franco Colman.
De 18 a 20, Primera Plana con Marcelo Giménez y Silvia Resoalbe junto a un equipo de periodistas de periodistas del Diario Primera Edición: Gisela Fernández (salud y educación), Javier Pelozo (policiales y judiciales), Ricardo Falcón (deportes), Guillermo Báez (nacionales e internacionales) y la producción de Patricia Flores. Se transmite en simultáneo por Canal 7 Canal Flow (Somos Misiones) para todo el país y por Canal Nueve (Eldorado) para el norte misionero.
Los miércoles de 20 a 21 Patricia Couceiro hace Más allá de las palabras.
Cada viernes, de 20 a 23, Horacio Cambeiro conduce Joven y gastado, con Juan Zelaya y la música del DJ Lito Acosta, programa ganador del Premio Martín Fierro Federal en las Temporadas 1998, 2019, 2021 y 2023.
Los domingos de 7 a 10, desde 2007, sale Mate y Folclore con Roberto Ibarra.
La programación principal fue ganadora de múltiples premios a nivel provincial y nacional.